# OMG (canción de Camila Cabello)
«OMG» es una canción grabada por la cantante cubanomexicana Camila Cabello con la participación del trapero estadounidense Quavo. El tema fue lanzado el 3 de agosto de 2017 como el segundo sencillo promocional de su álbum debut Camila, junto a la canción «Havana» a lo que la cantante llamó un «summer double feature». Finalmente el tema no fue incluido en el álbum debut de la cantante.

## Antecedentes
El 25 de junio de 2017, Cabello interpretó por primera vez 3 canciones inéditas durante el SummerBash en Chicago, festival organizado por la estación de radio B96 Chicago. Estas tres canciones llevaban el nombre de «Havana» «I'll Never Be The Same» y «OMG». La cantante la presentó con una versión en solitario. Los fanáticos de la cantante se mostraron muy atraídos por Havana, de carácter latino; y por OMG, un tema más trap y veraniego.

## Composición
«OMG» es una canción hip-hop,  - Trap bajo una atmósfera de un ligero Rap por parte de Quavo con notables retoques de Auto-Tune. En la letra, ella canta sobre ser extremadamente confidente en su posición y cómo ella sabe que su postura es irresistible. A continuación, devuelve el favor y utiliza el coro para complementar la forma en que un individuo está bailando y moviendo su cuerpo, por lo que literalmente decir «OMG».

## Anuncio

### Anuncio del sencillo
El 30 de julio de 2017, Cabello publicó una fotografía donde se podía apreciar un cartel de aspecto teatral donde se leía: «Próximamente: Havana y OMG. Un doble lanzamiento para el verano». Al día siguiente, una fotografía similar pero de aspecto más moderno fue publicada a sus redes sociales en donde se revelaban la portada de los diferentes sencillos próximamente a ser estrenados además de anunciar que Young Thug y Quavo serían las voces invitadas en dichas canciones. En esa misma publicación, en el lado derecho, ligeramente escondido, se podía apreciar un cartel de aspecto cinematográfico donde se anunciaba que otro tema, «Inside out», que fue interpretado por primera vez en el 24K Magic World Tour de Bruno Mars donde la cantante ejecutaba el papel de telonera de la gira, sería estrenado próximamente.

### Anuncio del video musical
El 1 de agosto de 2017, la cantante reveló una fotografía donde se muestra un autocine con escenas de un posible vídeo musical de Havana. Lo mismo hizo para anunciar el vídeoclip de OMG el 4 de agosto.

## Lanzamiento
El 2 de agosto de 2017, Cabello anunció vía sus redes sociales que estas dos pistas serían lanzadas al día siguiente. En plataformas de streaming como YouTube o Spotify, la canción fue lanzada el 3 de agosto mientras que en plataformas dedicadas a la descarga digital, las pistas estuvieron disponibles a partir del 5 de agosto.

## Recepción de la crítica
El 3 de agosto de 2017, Idolator comentaba: En general, la canción es una canción decentemente lenta, pero parece estar perdiendo la misma chispa y la actitud que ella sacó tan impecablemente con su anterior y magnífico material, «Crying in the Club».
El día de estreno de la canción, Billboard catalogaba a OMG como «la primera canción de hip-hop de Cabello, sin mucho atractivo, pero con el toque mágico de los dos cantantes».
El 4 de agosto, A bit of Pop Music, sitio web estadounidense, comentaba: OMG es algo divertido para mantener a sus fanes contentos durante el verano, este doble lanzamiento funciona y «Havana» es suficiente para mantenernos interesados en el próximo álbum.

## Posicionamiento en listas

### Semanales
| Lista (2017)                                     | Mejor posición |
| ------------------------------------------------ | -------------- |
| Australia (ARIA)                                 | 77             |
| Canadá (Billboard Hot 100)                       | 53             |
| República Checa (IFPI Singles Digital - Top 100) | 73             |
| Francia (SNEP)                                   | 179            |
| Netherlands (Single Tip)                         | 22             |
| New Zealand Heatseekers (RMNZ)                   | 1              |
| Portugal (AFP)                                   | 65             |
| España (PROMUSICAE)                              | 16             |
| Escocia (Singles Sales Chart Top 100)            | 37             |
| Slovakdigital (Singles Digital Top 100)          | 56             |
| UK (UK Singles Chart)                            | 67             |
| Estados Unidos (Billboard Hot 100)               | 81             |

### Anuales
| País        | Lista                  | Mejor posición |
| ----------- | ---------------------- | -------------- |
| El Salvador | Monitor Latino General | 90             |

### Certificaciones
| País (organismo certificador) | Ventas  | Certificación |
| ----------------------------- | ------- | ------------- |
| Australia (ARIA)              | Oro     | 35 000        |
| Canadá (Music Canada)         | Platino | 80 000        |

## Historial de lanzamiento
| Región | Fecha               | Formato          | Discográfica |
| ------ | ------------------- | ---------------- | ------------ |
| Mundo  | 3 de agosto de 2017 | Streaming        | Epic Records |
| Mundo  | 5 de agosto de 2017 | Descarga digital | Epic Records |